# 1190 Pelagia
1190 Pelagia è un asteroide della fascia principale del diametro medio di circa 17,45 km. Scoperto nel 1930, presenta un'orbita caratterizzata da un semiasse maggiore pari a 2,4310880 UA e da un'eccentricità di 0,1331212, inclinata di 3,16896° rispetto all'eclittica.
L'asteroide è dedicato all'astronoma russa Pelageja Fëdorovna Šajn, prima donna a scoprire un asteroide.